# منطقة بييد
بييد رمزها «BI» (بالإنجليزية: Beed)‏ ، هو تقسيم إداري لدولة الهند تتبع ولاية ماهاراشترا (بالإنجليزية: Maharashtra)‏ ، مركزها هو مدينة بييد (بالإنجليزية: Beed)‏ عدد سكانها حسب تعداد سنة 2001 هو 2,159,841 ، مساحتها 10,693 كم² وكثافة السكان 202 لكل كم² .